# 井田憲吾
井田 憲吾（いだ けんご 1991年8月20日- ）は、日本の男子競泳選手。
2018年第94回日本選手権水泳競技大会 50mバタフライ 23秒40で優勝。この記録は2009年に高安亮が樹立した23秒45を上回るもので、高速水着時代の記録を約10年ぶりに更新する快挙の記録である。2019年第95回日本選手権水泳競技大会 50mバタフライ 23秒27で優勝。自己が持つ23秒40の日本記録を更に更新。ジャパンオープン2019 では2016年リオデジャネイロオリンピック 100mバタフライ優勝のジョセフスクーリング(シンガポール) を抑え50mバタフライ優勝。50mバタフライの元日本記録保持者。